# Aeroportul Hawke's Bay
Aeroportul Hawke's Bay (IATA: NPE, ICAO: NZNR) este un aeroport din Napier City⁠(d), Te Matau-a-Māui⁠(d), Noua Zeelandă ce deservește zona Hastings⁠(d). Aeroportul a fost tranzitat în 2022 de 394.000 de pasageri.
Situat la o altitudine de 2 m, aeroportul dispune de o singură pistă.